# Tobe
Tobe (jap. 砥部町 Tobe-chō) – miasto w Japonii, na wyspie Sikoku, w prefekturze Ehime. Według danych na rok 2020 miejscowość zamieszkiwało 20 480 mieszkańców , a gęstość zaludnienia wyniosła 201,6 os./km².